# بيتر يارو
بيتر يارو (بالإنجليزية: Peter Yarrow)‏ (وُلد في 31 مايو 1938) كان مغنيًا ومؤلف أغانٍ أمريكيًا، واكتسب شهرته مع ثلاثي الموسيقى التقليدية بيتر، وبول، وماري. ألّف يارو (بالاشتراك مع ليونارد ليبتون) واحدة من أعظم أغاني المجموعة، «باف، ذا ماجيك دراغون». بالإضافة إلى أنه ناشط سياسي، فهو داعم للقضايا الليبرالية التي تتراوح من معارضة حرب فيتنام إلى إنشاء منظمة «عملية احترام»، التي تعمل على تعزيز التسامح في المدارس.

## نشأته
وُلد بيتر يارو في مانهاتن، لأبوين هما فيرا ويزبرود (فيرا بورتكوف قبل الزواج)، وبرنارد يارو. كان والداه من اليهود الأوكرانيين المهاجرين الذين استقرت عائلاتهم في مدينة بروفيدنس في ولاية رود آيلاند الأمريكية.
التحق برنارد (1899- 1973) بجامعة باغيلونيا (كراكوف، بولندا)، وجامعة أوديسا (أوديسا، أوكرانيا) قبل الهجرة إلى الولايات المتحدة في عام 1922 عندما كان في سن الثالثة والعشرين. حول برنارد كنيته، ياروشيفيتز، إلى اللغة الإنجليزية بحذف آخر قسم منها، فأصبحت «يارو». حصل برنارد، في عام 1925، على درجة البكالوريوس في العلوم من جامعة كولومبيا حيث انضم إلى عصبة فاي سيغما دلتا، وتخرج في عام 1928 في كلية الحقوق بجامعة كولومبيا. استمر برنارد بممارسة عمله الخاص بمهنة المحاماة في مدينة نيويورك حتى عام 1938، وذلك عندما عُيّن مساعدًا للمدعي العام للمقاطعة في عهد الحاكم المنتخب إليكت توماس إدموند ديوي. جُنّد برنارد يارو في عام 1944 في مكتب الخدمات الاستراتيجية حيث خدم على نحو ممتاز. انضم يارو، بعد الحرب، إلى مكتب سوليفان وكرومويل للمحاماة، وأصبح عضوًا مؤسسًا في اللجنة القومية لإبقاء أوروبا حرة، وهي منظمة مناهضة للشيوعية. أصبح يارو في عام 1952 النائب الأول لرئيس إذاعة أوروبا الحرة الممول من قبل وكالة المخابرات المركزية، والتي ساهم في تأسيسها. عملت والدة بيتر، فيرا (1904 -1991) التي قدمت إلى أمريكا في سن الثالثة، معلمة خطاب ومسرح في ثانوية جوليا ريشمان للبنات في نيويورك. انفصلت فيرا عن زوجها برنارد في عام 1943، حين كان ابنهما بيتر في سن الخامسة، وتزوجت بعد ذلك هارولد ويسبرود، المدير التنفيذي للكنيس اليهودي المركزي في مانهاتن، بينما تزوج الأب، برنارد يارو، سيلفيا تيم، زميلته في مكتب الخدمات الاستراتيجية، وتحول إلى المذهب البروتستانتي.
تخرج بيتر يارو بالمرتبة الثانية بين الطلاب الذكور في فصله، وحصل على جائزة في الفيزياء من مدرسة نيويورك الثانوية للموسيقى، والأدب، والفنون المسرحية التي درس من خلالها الرسم. حصل يارو على قبول في اختصاص الفيزياء في جامعة كورنيل، لكنه سرعان ما غير مجال تخصصه، وتخرج فيها عام 1959 بدرجة البكالوريوس في علم النفس. كان من بين زملائه في جامعة كورنيل كل من توماس بينشون وريتشارد فارينيا.

## الموسيقى وحياته المهنية
بدأ يارو الغناء في الأماكن العامة في أثناء عامه الأخير في جامعة كورنيل من خلال حضوره برنامج البروفيسور هارولد تومبسون التدريبي الشهير للأدب الشعبي الأمريكي، المعروف في الحرم الجامعي باسم «رومب إن ستومب». استذكر يارو: إن البرنامج التدريبي كان «تسليطًا للضوء على حياة طلاب فترة أواخر خمسينيات القرن العشرين في جامعة كورنيل»، وكانت القدرة على الغناء وعزف الجيتار شرطًا أساسيًا للتسجيل في البرنامج. اعتاد تومبسون إلقاء محاضرة حول موضوع معين لمدة تتراوح بين 20 و30 دقيقة، ثم الطلب من أحد الطلاب تأدية أغانٍ متعلقة بموضوع المحاضرة. كانت تجربة الأداء أمام جمهور كبير تجربة مثيرة بالنسبة ليارو اكتشف أنه قد أحبها. قاد يارو بعد ذلك فرقة موسيقية تؤدي الحفلات الغنائية في عطلة نهاية الأسبوع.

## روابط خارجية
- بيتر يارو على موقع IMDb (الإنجليزية)
- بيتر يارو على موقع الموسوعة البريطانية (الإنجليزية)
- بيتر يارو على موقع ميوزك برينز (الإنجليزية)
- بيتر يارو على موقع قاعدة بيانات برودواي على الإنترنت (الإنجليزية)
- بيتر يارو على موقع إن إن دي بي (الإنجليزية)
- بيتر يارو على موقع أول ميوزيك (الإنجليزية)
- بيتر يارو على موقع ديسكوغز (الإنجليزية)